# انکومی
انکومی ((یونانی: Έγκωμη; ترکی استانبولی: Tuzla)) روستایی در شمال غربی استان فاماگوستا در کشور قبرس واقع شده‌است. جمعیت این روستا در حدود ۴٫۴۵۰ نفر است.